# Rhynchonelliformea
A Rhynchonelliformea altörzs a pörgekarúak alternatív, három kategóriát tartalmazó rendszertanának egyik csoportja. Gyakorlatilag azonos a hagyományos rendszertan Articulata osztályával, így szinonímáknak tekinthetők. A különbség a két rendszerezés között a másik csoport, az Inarticulata kettéosztásában van. A Rhynchonelliformea altörzs melletti két másik altörzs a Craniformea és a Linguliformea.
Ebben a rendszerben az Articulata osztály hat rendjéből öt a Rhynchonellata osztályba került, a maradék Strophomenida rend Strophomenata osztály lett. Ehhez kapcsolódik még két kambriumi (Obolellata és Kutorginata) és egy paleozoikumi (Chileata) osztály. Ez a rendszerezés a pörgekarúak leszármazásának más megközelítésén alapul, de még nem teljes körben elfogadott.